# Klaus Fuchs
Klaus Emil Julius Fuchs (ur. 29 grudnia 1911 w Rüsselsheim am Main, zm. 28 stycznia 1988 w Dreźnie) – brytyjski fizyk atomowy pochodzenia niemieckiego, tajny współpracownik GRU pracujący na rzecz Związku Radzieckiego, tzw. szpieg atomowy.

## Życiorys
Klaus Emil Julius Fuchs był synem wiejskiego pastora. Studiował matematykę i fizykę na uniwersytetach w Lipsku i Kilonii. Już na studiach interesował się polityką. Należał do Socjaldemokratycznej Partii Niemiec (SPD), został jednak z niej usunięty za poparcie w wyborach prezydenckich Ernsta Thaelmanna zamiast Paula Hindenburga. To zdecydowało, że w 1932 został członkiem Komunistycznej Partii Niemiec (KPD). W następnym roku, po dojściu nazistów do władzy, wyjechał z ojczyzny i po krótkim pobycie we Francji osiadł w Wielkiej Brytanii, gdzie studiował i pracował na uniwersytetach: najpierw w Bristolu (pod kierunkiem Nevilla Motta), od 1937 w Edynburgu (u Maxa Borna).
Po wybuchu II wojny światowej, jako obywatel niemiecki, został internowany. Z obozu na Wyspie Man zwolniono go po interwencji Borna. W 1941 wrócił na Wyspy i podjął pracę w zespole opracowującym brytyjską bombę atomową (projekt Tube Alloys). W 1942 otrzymał obywatelstwo brytyjskie. Mniej więcej w tym samym czasie podjął współpracę z wywiadem ZSRR.
W 1943 wyjechał do Stanów Zjednoczonych, gdzie pracował w laboratoriach atomowych, m.in. w Los Alamos. Brał udział w Projekcie Manhattan – pracach nad pierwszą bombą atomową. Do Wielkiej Brytanii wrócił w 1946. Pod koniec lat czterdziestych został aresztowany i 1 marca 1950 został skazany na 14 lat więzienia za szpiegostwo na rzecz ZSRR. Uważa się, że to właśnie Fuchs był najcenniejszym radzieckim szpiegiem w Projekcie Manhattan (nie Rosenbergowie), a przekazane przez niego informacje znacząco przyspieszyły prace nad radziecką bombą atomową. To on dostarczył m.in. potrzebne informacje o materiale rozszczepialnym - uranie 235, potrzebnym do produkcji bomby atomowej. Na rzecz Fuchsa jako kurierzy pracowali: Saville Sax i Harry Gold.
Z więzienia został przedterminowo zwolniony (za dobre zachowanie) 23 czerwca 1959 i samolotem LOT odleciał do Berlina Wschodniego w NRD, gdzie osiadł w Dreźnie. Pracował jako zastępca dyrektora Instytutu Badań Jądrowych w Rossendorf, prowadził też wykłady w miejscowej uczelni. Związek małżeński zawarł z Margaret Keilson, koleżanką ze studiów. Za swe zasługi był w NRD wielokrotnie nagradzany. Odznaczony m.in. Orderem Karla Marksa oraz Orderem Zasług dla Ojczyzny. Jako emeryt działał w ruchu pokojowym i ruchu na rzecz rozbrojenia nuklearnego. Zmarł 28 stycznia 1988 roku, w wieku 76 lat, w Dreźnie. Pochowany na Cmentarzu Centralnym Friedrichsfelde w Berlinie.

## Ordery i odznaczenia
- Order Karola Marksa
- Order Zasługi dla Ojczyzny i inne.